# Gretha Hansson
Gretha Emelia Hansson, född 14 januari 1903 i Karlstad Värmland, död 1969 var en svensk målare.
Hon var dotter till verkmästaren Sven Höier och Frida Olsson.
Gretha Hansson studerade vid Högre konstindustriella skolan i Stockholm 1921–1924 där hon tilldelades en stipendieresa till Danmark och Tyskland. Tillsammans med skulptören Maggie Wibom ställde hon ut i Gävle 1936 och hon har deltagit i Sjuhäradsbygdens konstförenings utställning i Borås 1934, Föreningen Svenska Konstnärinnors utställning i Gävle 1938 samt i Gävleborgs läns konstförenings utställningar. Hennes konst består av porträtt, blomstilleben och landskap i olja eller akvarell.